# Шапошников, Владимир Николаевич
Влади́мир Никола́евич Ша́пошников (12 (24) февраля 1884 — 23 октября 1968) — советский микробиолог, основатель отечественной технической микробиологии. Доктор биологических наук, профессор, заведующий кафедрой микробиологии Московского государственного университета имени М. В. Ломоносова, академик АН СССР. Лауреат Сталинской премии 2-й степени (1950).

## Биография
Владимир Николаевич Шапошников родился 12 (24) февраля 1884 года в Москве в многодетной семье известнейшего преподавателя математики, автора учебных пособий для средних и высших учебных заведений Н. А. Шапошникова, восьмой из десяти детей у родителей, младший брат известного экономиста Н. Н. Шапошникова. Его восприемником при крещении был старый друг и однокурсник отца И. Е. Цветков — крупный банковский деятель, знаменитый меценат и коллекционер живописи.
В 1902 году окончил 4-ю Московскую гимназию и поступил на естественное отделение физико-математического факультета Московского университета. Ещё будучи студентом старших курсов, профессором К. А. Тимирязевым был привлечён к работе по организации лекций с демонстрациями по анатомии растений; студенческая работа «Плач растений» в 1908 году была признана «весьма удовлетворительной» и представлена университетом к опубликованию.
Несколько лет не имел возможности оплачивать учёбу, только в 1910 году окончил университет с дипломом 1-й степени и был оставлен при кафедре физиологии и анатомии растений для приготовления к профессорскому званию. Осенью 1911 года утверждён «сверхштатным без содержания лаборантом», с этого времени началась его работа в Императорском Московском университете (затем МГУ). В июне 1914 г. произведён в коллежские секретари (со старшинством с 1911 г.). С апреля 1916 года — сверхштатный ассистент ботанического кабинета, затем доцент. Одновременно состоял преподавателем 5-й московской мужской гимназии и Мужской гимназии им. М. В. Ломоносова Общества преподавателей. В 1920 году В. Н. Шапошников стал руководителем отдела технической микробиологии Научно-исследовательского химико-фармацевтического института, возглавлял коллектив этого отдела до 1935 года. В 1935 году, когда отдел вошёл в состав Центральной научно-технической лаборатории бродильной промышленности Наркомата пищевой промышленности РСФСР, занял должность заместителя директора лаборатории по научной части. В 1921 году получил учёное звание профессора, преподавал в Московском университете на кафедре физиологии и анатомии растений, с 1926 года — на кафедре микробиологии. Одновременно в 1921—1922 г.г. исполнял по совместительству обязанности профессора Смоленского университета.
В 1938 году В. Н. Шапошников возглавил кафедру микробиологии биолого-почвенного факультета МГУ, а также стал заведующим отделом бродильных организмов в Институте микробиологии АН СССР. Когда началась Великая Отечественная война, коллектив кафедры микробиологии Московского государственного университета был эвакуирован в Ашхабад и возвратился в Москву только в 1943 году. Решением ВАК СССР от 18 сентября 1943 года В. Н. Шапошникову была присуждена учёная степень доктора биологических наук. После окончания войны он занял должность заведующего отделом технической микробиологии Института микробиологии (занимал её до 1963 года), не оставляя преподавательской деятельности в МГУ. С 1947 года был председателем микробиологической секции Общества испытателей природы.
«С назначением деканом биологического факультета МГУ И. И. Презента начались массовые гонения неугодных ему учёных. В. Н. Шапошников не имел прямого отношения к сессии и к тем вопросам, которые там обсуждались, но и он в 1949 г. был уволен с должностей зав. кафедрой микробиологии и профессора. Однако ректором МГУ академиком А. Н. Несмеяновым Владимир Николаевич был зачислен на ставку профессора Института антропологии МГУ и продолжал руководить кафедрой на общественных началах. После отстранения И. И. Презента от руководства факультетом и благодаря огромным усилиям со стороны ректора МГУ А. Н. Несмеянова в 1950 г. Владимир Николаевич был возвращён на должность заведующего кафедрой микробиологии».
23 октября 1953 года В. Н. Шапошников был избран действительным членом (академиком) АН СССР по отделению биологических наук (специальность — техническая микробиология).

Могила В. Н. Шапошникова на Новодевичьем кладбище Москвы.

. С 1955 года по 1959 год был консультантом Института антибиотиков АМН СССР. С 1960 года — член редколлегии журнала «Микробиология». Долгое время являлся председателем Всесоюзного научного инженерно-технического общества (ВНИТО) пищевой промышленности.
В августе 1967 года «добровольно подал в отставку» с должности заведующего кафедрой микробиологии МГУ, предложив вместо себя (на общественных началах) своего ученика Н. С. Егорова, заместителя Министра высшего и среднего специального образования СССР. Умер 23 октября 1968 года; похоронен на Новодевичьем кладбище (4 участок, 49 ряд).

## Научная деятельность
Ранние труды В. Н. Шапошникова в период его работы на кафедре физиологии растений МГУ были связаны, главным образом, с исследованием закономерностей движения соков в растениях. Вплоть до 1939 года он продолжал сотрудничать с Центральным научно-исследовательским институтом механической обработки дерева, занимаясь проблемой смоловыделения; совместно с сотрудниками ЦНИИМОД им был разработан оригинальный метод подсочки сосны с химическим воздействием на рану.
В 1938 году В. Н. Шапошников возглавил кафедру микробиологии биолого-почвенного факультета МГУ, а также стал заведующим отделом бродильных организмов в Институте микробиологии АН СССР. Когда началась Великая Отечественная война, коллектив кафедры микробиологии Московского государственного университета был эвакуирован в Ашхабад и возвратился в Москву только в 1943 году.
Как микробиолог В. Н. Шапошников занимался, прежде всего, изучением метаболизма микроорганизмов и поиском методов управления их биохимической деятельностью. Он внёс значительный вклад в исследование физиологии микроорганизмов, используя физиолого-биохимический подход, выявил закономерности и особенности основных типов брожения (ацетоно-бутилового, ацетоно-этилового, маслянокислого, пропионовокислого), наметил пути их эволюции, разработал классификацию энергетических процессов, отражающую процессы эволюции бродильных микроорганизмов, внёс большой вклад в изучение проблемы синтеза микроорганизмами антибиотиков, витаминов, образования кето- и аминокислот, трансформации стероидов, гетеротрофной ассимиляции углекислоты. «Им установлена взаимосвязь между конструктивным и энергетическим метаболизмом, сделаны важнейшие обобщения по эволюции энергетических процессов у микроорганизмов. Он был инициатором и руководителем таких оригинальных направлений, как изучение условий образования антибиотиков и др. биологически активных соединений, физиологии и биохимии фототрофных и пропионовокислых бактерий. Под его руководством изучались вопросы трансформации стероидов, образования белка при развитии бактерий на углеводородах и др. проблемы».
Важнейшее значение имело открытие В. Н. Шапошниковым явления «двухфазности» многих микробиологических процессов, заключающегося в том, что при сбраживании углеводов, в период интенсивного размножения клеток, накапливаются более окисленные продукты, что связано с потреблением водорода при синтезе белка (1-я фаза), а при уменьшении скорости размножения стабилизируются более восстановленные продукты (2-я фаза).
Важной особенностью «научного стиля» В. Н. Шапошникова была значительная и весьма быстрая прикладная, практическая реализация результатов его фундаментальных теоретических исследований. Открытие двухфазности, позволившее создать теорию управления микробиологическими процессами, имело большое значение для организации и рационализации ряда промышленных производств, основанных на жизнедеятельности микроорганизмов. В 1929 году В. Н. Шапошниковым было организовано производство технической молочной кислоты в Москве на заводе имени Карпова, позднее аналогичное производство было развёрнуто на нескольких предприятиях в Москве и в регионах. При его непосредственном участии была спроектирована полузаводская установка по изучению физиологии ацетонобутиловых бактерий, заложившая основу для строительства первого в СССР ацетонобутилового завода в Грозном, запущенного в 1935 году. В 1936—1937 г.г. было рационализировано производство уксуса на заводе им. 25-летия Октября в Москве, организовано производство уксуса на чистых культурах в Казани.
В послевоенный период по заданию Министерства обороны СССР и других ведомств В. Н. Шапошников занимался изучением условий микробиологического разрушения битумных перекрытий и натурального каучука.
В. Н. Шапошников стал создателем большой научной школы: Н. Д. Иерусалимский, М. Н. Бехтерева, Т. В. Дратвина, М. А. Мурашова и др. Всего «…за пять лет (1948—1953 гг.) по инициативе Владимира Николаевича через аспирантские темы начали разрабатываться крупные
научные направления: изучение условий образования ряда антибиотиков, физиологии фототрофных и пропионовокислых бактерий.
Характерной особенностью В. Н. Шапошникова было то, что он не только сам выдвигал актуальные научные идеи, но и активно поддерживал идеи молодых учёных — своих учеников. Так, он поддержал изучение протеолитических ферментов с тромболитическим действием, образуемых микроорганизмами (Н. С. Егоров, В. И. Ушакова, Н. С. Ландау), микробиологической трансформации стероидов (М. Б. Куплетская), образования аминокислот (В. С. Исаева), липидов и др. соединений, получение белковой массы при развитии бактерий на углеводородах (И. Т. Нетте, Е. С. Милько) и др. направлений, развиваемых на кафедре микробиологии МГУ».
Опубликовал более 200 научных работ, в том числе «Новое в подсочке сосны» (1937, в соавторстве), «Химико-технологический и микробиологический контроль бродильных производств» (1937), «О значении физиологических признаков в систематике микроорганизмов» (1944), «Техническая микробиология» (1947, Сталинская премия, 1950), «Физиология обмена веществ микроорганизмов в связи с эволюцией функций» (1960), «Основные физико-химические закономерности физиологии обмена веществ микроорганизмов» (1968); получил более 10 авторских свидетельств. В архиве Российской академии наук (фонд 1599) хранятся также рукописи монографий «О брожении» (1937—1940), «О систематике микроорганизмов» (1943—1954), «Пути эволюции энергетических превращений веществ у микроорганизмов» (1947), «Общая микробиология» (1951), «Техническая микробиология» (1952), «Об анаэробных бактериях» (1953), «О дыхании и брожении» (1959), «О направлении работ в области дыхания» (1960), «Физиология обмена веществ» (1962), «Об обмене веществ» (1968).

## Награды
Владимир Николаевич был удостоен следующих наград:
- Два ордена Ленина (1951, 1961)
- Два ордена Трудового Красного Знамени (21.10.1944, 1964)
- Медаль «За доблестный труд в Великой Отечественной войне 1941-1945 гг.»
- Медаль «В память 800-летия Москвы»
- Сталинская премия в области науки II степени (1950) — за научный труд «Техническая микробиология» (1948).

Монография «Физиология обмена веществ микроорганизмов в связи с эволюцией функций» (М., 1960) в 1961 была представлена Институтом микробиологии АН СССР и биолого-почвенным факультетом МГУ на соискание Ленинской премии.

## Семья
Отец — Николай Александрович Шапошников (1851, Курск — 1920, Екатеринодар) — известный российский математик, профессор Императорского Московского технического училища, автор многочисленных широко известных и много десятилетий использовавшихся в учебном процессе учебников по алгебре, тригонометрии и математическому анализу для средней и высшей школы. Мать — Александра Ивановна Шапошникова, урождённая Петрова (1849, Москва — 1935, Москва), содержательница «начального училища для детей обоего пола» в Москве.
Первая жена (в 1902—1939 гг.) — Анастасия Павловна Михновская (1878, Иркутск — 1957, Калинин), дочь действительного статского советника П. Г. Михновского, управляющего Иркутской таможней, внучка подполковника Г. М. Михновского, первого командира первого боевого парохода в истории российского Военно-морского флота, учительница французского языка Петровско-Басманного городского начального мужского училища.
Их дети:
- Людмила (Кошелева, 1902—1988);
- Валерия (Иванова, 1903—1996; внук Михаил — микробиолог, академик АН СССР);
- Татьяна (Всеволожская, 1903—1989; внук Владимир — геолог, заслуженный профессор МГУ, председатель Российского союза гидрогеологов);
- Леонид (1905—1979), зоолог, крупнейший специалист по акклиматизации пушных зверей, доктор биологических наук, профессор, зав. кафедрой зоологии Калининского (1947—1963) и Рязанского (с 1963) педагогических институтов, одновременно — успешный спортсмен-фигурист, ученик Н. А. Панина-Коломенкина, неоднократный чемпион СССР и РСФСР по фигурному катанию, впоследствии известный тренер, судья всесоюзной и международной категорий;
- Георгий (Юрий, 1914 — ?), студент Московского архитектурного института, воевал в ополчении, пропал без вести в феврале 1942 года.

Вторая жена (с 1940 года) — Александра Яковлевна, урождённая Никитинская (1886—1961), по первому мужу Цёге фон Мантейфель, дочь известного химика-технолога, крупнейшего специалиста в области технологии пищевых производств Я. Я. Никитинского, в первом браке — за зоологом П. А. Мантейфелем, микробиолог, кандидат биологических наук, доцент МГУ, многолетний ассистент и соавтор В. Н. Шапошникова.

### Комментарии
1. ↑  Информация об окончании В. Н. Шапошниковым гимназии в 1901 году ошибочна; в Центральном государственном архиве г. Москвы хранится аттестат № 648, выданный ему 4-й Московской мужской гимназией 1 июня 1902 года
2. ↑  «Выступая на Всероссийском симпозиуме, посвящённом 125-летию со дня рождения академика В. Н. Шапошникова и 120-летию со дня рождения основателя кафедры микробиологии МГУ профессора Е. Е. Успенского в декабре 2009 г., <внук Владимира Николаевича академик> М. В. Иванов сообщил следующее. Завод в г. Грозном не был государственным предприятием, а принадлежал акционерному обществу. В те годы это было допустимо согласно новой экономической политике (нэп) в Советском Союзе, принятой по инициативе В.И. Ленина на Х съезде ВКП(б) в 1921 г. Акционерами наряду с другими были В. Н. Шапошников, Н. Д. Иерусалимский и М. Н. Бехтерева. Г. К. Орджоникидзе после начала работы завода пригласил к себе Владимира Николаевича, высоко оценил результаты по промышленному выпуску ацетона и бутанола и сообщил, что завод должен быть национализирован и перейти к государству. В качестве компенсации нарком тяжёлой промышленности СССР предложил Владимиру Николаевичу Шапошникову легковой автомобиль и шофёра, оплачиваемого за счёт средств государства. По тем временам это была высокая цена. В. Н. Шапошников согласился с предложением» (Егоров Н. С., Цит. соч., с. 54.). Персональный автомобиль ГАЗ М-21 «Волга» с водителем обслуживал В. Н. Шапошникова до последних дней жизни

### Сноски
1. ↑  Парнес, 1969—1978, с. 24.
2. 1 2 3 4 5 6 7 8 9 10 11 12  Шапошников Владимир Николаевич. информационная система «Архивы РАН». Дата обращения: 24 июня 2022. Архивировано 4 февраля 2022 года.
3. 1 2  История кафедры микробиологии биологического факультета МГУ им. М.В. Ломоносова. Дата обращения: 8 марта 2017. Архивировано из оригинала 26 декабря 2016 года.
4. 1 2 3 4 5 6  Егоров Н. С., 2011, с. 52—57.
5. 1 2 3  ЭС: В.Н.Шапошников. Летопись Московского университета. Дата обращения: 25 июня 2022. Архивировано 27 ноября 2021 года.